# Andrzej Zajtz
Andrzej Zajtz (ur. 9 grudnia 1934 w Radomiu, zm. 14 września 2020 w Krakowie) – polski matematyk, profesor nauk matematycznych, nauczyciel akademicki Uniwersytetu Jagiellońskiego i Uniwersytetu Pedagogicznego w Krakowie, specjalista w dziedzinie geometrii różniczkowej, w szczególności w teorii obiektów geometrycznych, wiązek i operatorów naturalnych.

## Życiorys
Andrzej Zajtz po ukończeniu w 1955 r. studiów matematycznych na Wydziale Matematyki, Fizyki i Chemii Uniwersytetu Jagiellońskiego obronił w 1961 r. rozprawę doktorską, której promotorem był prof. Stanisław Gołąb. W 1962 r. otrzymał nagrodę Polskiego Towarzystwa Matematycznego dla młodych matematyków. Stopień doktora habilitowanego uzyskał w 1966 r. na UJ, zaś tytuł profesora w 1980 r.  W latach 1970–1990 kierował Zakładem Geometrii w Instytucie Matematyki UJ, zaś w latach 1976–1979 pełnił funkcję zastępcy dyrektora Instytutu Matematyki UJ.
Od 1990 r. był zatrudniony w Wyższej Szkole Pedagogicznej (później Akademii Pedagogicznej) na stanowisku profesora nadzwyczajnego, a od 2000 r. na stanowisku profesora zwyczajnego. Od 1994 r. był kierownikiem Zakładu Geometrii i Równań Różniczkowych w Instytucie Matematyki WSP.
Członek Oddziału Krakowskiego PTM i w latach 1976-1979 jego prezes. Wypromował 12 doktorów. Pod jego opieką prace doktorskie napisali na UJ: Jan Luchter, Jacek Gancarzewicz. Ginter Suchanek,  Jackson Bello, Barbara Opozda, Robert Wolak, Zdzisław Pogoda, Tomasz Rybicki. Ibrahim Saad, Krzysztof Deszyński, Jerzy Konderak.

## Odznaczenia
- Krzyż Kawalerski Orderu Odrodzenia Polski (1981)
- Złoty Krzyż Zasługi (1977)
- Medal Komisji Edukacji Narodowej (2001)[5]